# تقی ظهوری
تقی ظهوری (۱ بهمن ۱۲۹۱ – ۹ اسفند ۱۳۷۰) بازیگر و کمدین ایرانی بود.

## زندگی
وی فارغ‌التحصیل دورهٔ اول دبیرستان هنرپیشگی تهران بود. پس از پایان تحصیلات به‌خدمت وزارت دادگستری درآمد. زنده یاد ظهوری از سال ۱۳۱۵ در تماشاخانه‌های تهران مشغول فعالیت شد. وی با نمایشنامه‌های: «مشهدی عباد»؛ «بهلول»؛ «یوسف و زلیخا» و «خسیس» فعالیت‌های هنری خود را در صحنه تئاتر آغاز کرد. او با شرکت در فیلم «واریتهٔ بهاری» وارد کار سینما و فیلم‌های سینمائی شد. وی کار دوبله و نمایش‌نامه‌های رادیوئی را نیز انجام می‌داد.

## فعالیت‌های هنری
- در سال ۱۳۵۰ فیلم‌های بده در راه خدا (رضا صفایی)، خوشگل محله (ایرج گل‌افشان)، دنیا مال منه (خسرو پرویزی) و درخت‌ها ایستاده می‌میرند آخرین فیلم ظهوری (امیر شروان) با بازی تقی ظهوری به نمایش درآمد.
- از موفق‌ترین فعالیت‌های وی می‌توان، به شرکت در فیلم گنج قارون با حضور محمد علی فردین اشاره کرد.

## پایان بازیگری
ظهوری در سال ۱۳۵۰ تصمیم به کناره‌گیری از سینما گرفت. روزنامه‌های عصر دوشنبه ۶ مهر متن اطلاعیه او را به چاپ رساندند. ظهوری پس از این اطلاعیه به زیارت خانه خدا رفت و پس از بازگشت از مکه از سوی سندیکای هنرمندان به او پیشنهاد شد تا به عنوان مشاور عالی سندیکا فعالیت کند. ظهوری این پیشنهاد را پذیرفت و از آن پس در هیچ فیلمی بازی نکرد.

## نمایش‌های معروف
- گنج قارون
- یوسف و زلیخا
- خسیس
- بهلول
- مشهدی عباد
- معشوقه همه
- دزد و پاسبان
- نوکر زیر دست
- اشک‌های عشق
- دزد ناشی قسمت

## فیلم‌شناسی (۸۶ فیلم)

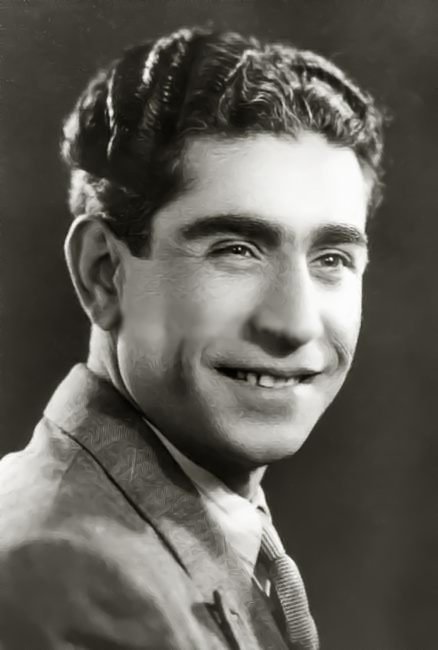
ظهوری در ایام جوانی

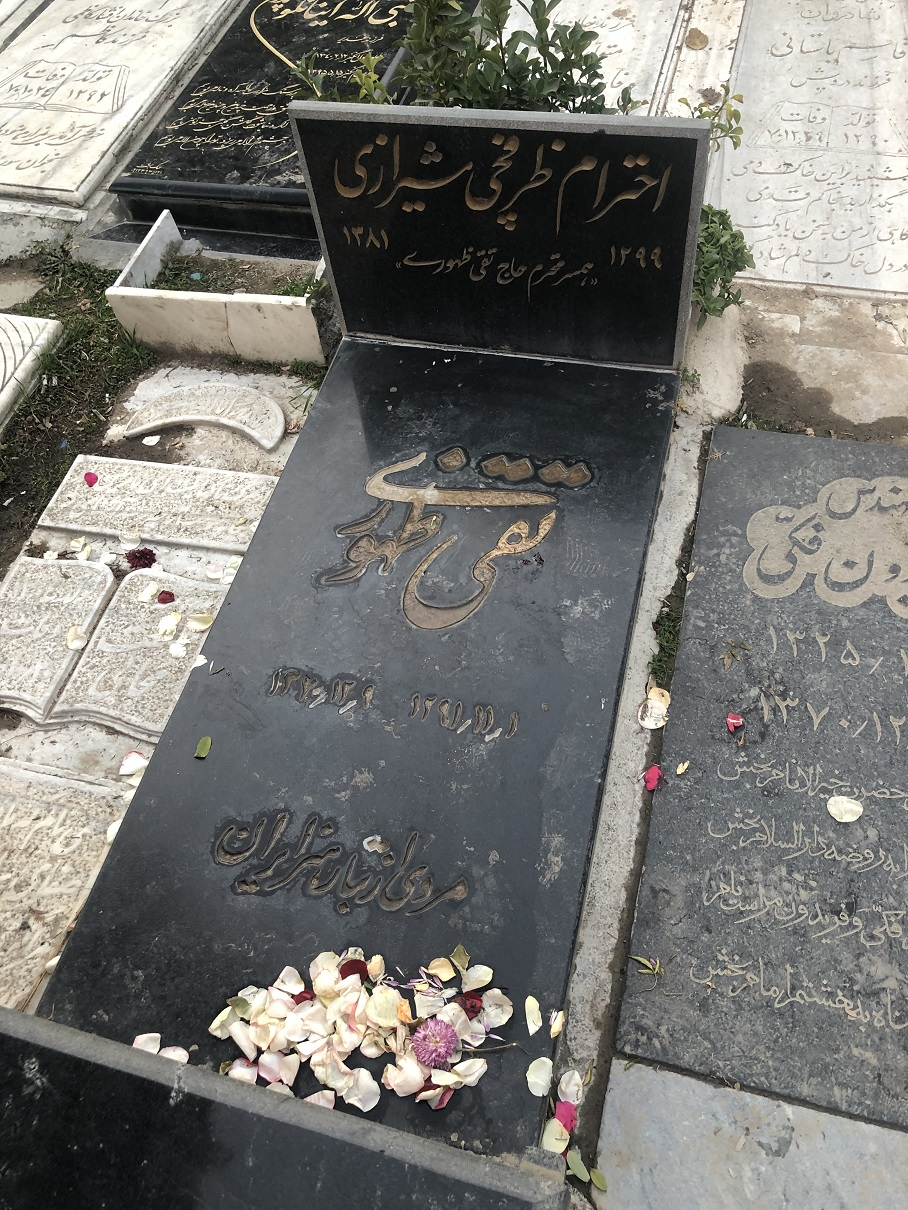
آرامگاه تقی ظهوری

- بوالهوس (۱۳۱۳)
- واریته بهاری (۱۳۲۸)
- زنده باد خاله (۱۳۳۱)
- دختر چوپان (۱۳۳۲)
- مشهدی عباد (۱۳۳۲)
- میهن‌پرست (۱۳۳۲)
- عروس دجله (۱۳۳۳)
- ماجرای زندگی (۱۳۳۳)
- برای تو (۱۳۳۴)
- فرزند گمراه (۱۳۳۴)
- بوسه مادر (۱۳۳۵)
- مرجان (۱۳۳۵)
- بلبل مزرعه (۱۳۳۶)
- بهلول (۱۳۳۶)
- ظالم بلا (۱۳۳۶)
- مادموازل خاله (۱۳۳۶)
- طلسم شکسته (۱۳۳۷)
- عروس فراری (۱۳۳۷)
- لات جوانمرد (۱۳۳۷)
- دوقلوها (۱۳۳۸)
- در جستجوی داماد (۱۳۳۹)
- آرشین مالالان (۱۳۳۹)
- اول هیکل (۱۳۳۹)
- شیرفروش (۱۳۳۹)
- ستارگان می‌درخشند (۱۳۳۹)
- عروسک پشت پرده (۱۳۳۹)
- صد کیلو داماد (۱۳۴۰)
- تازه به دوران رسیده (۱۳۴۰)
- گلی در شوره زار (۱۳۴۰)
- عمو نوروز (۱۳۴۰)
- دختر همسایه (۱۳۴۰)
- خروس بی محل (۱۳۴۰)
- بیوه‌های خندان (۱۳۴۰)
- ورپریده (۱۳۴۱)
- عروس دهکده (۱۳۴۱)
- دخترها اینطور دوست دارند (۱۳۴۱)
- نابغه هفت‌ماهه (۱۳۴۲)
- مردها و جاده‌ها (۱۳۴۲)
- قربانی هوس (۱۳۴۲)
- ساحل انتظار (۱۳۴۲)
- آراس خان (۱۳۴۲)
- ترانه‌های روستائی (۱۳۴۳)
- لذت گناه (۱۳۴۳)
- شکوفه‌های امید (۱۳۴۳)
- دهکده طلایی (۱۳۴۳)
- ابرام در پاریس (۱۳۴۳)
- خوشگل خوشگلا (۱۳۴۴)
- قهرمان قهرمانان (۱۳۴۴)
- گنج قارون (۱۳۴۴)
- یک پارچه آقا (۱۳۴۴)
- مو طلایی شهر ما (۱۳۴۴)
- مرخصی اجباری (۱۳۴۴)
- شانس بزرگ (۱۳۴۴)
- دزد بانک (۱۳۴۴)
- گدایان تهران (۱۳۴۵)
- داماد فراری (۱۳۴۵)
- حسین کرد (۱۳۴۵)
- جهان پهلوان (۱۳۴۵)
- پروفسور نخاله (۱۳۴۵)
- امروز و فردا (۱۳۴۵)
- دالاهو (۱۳۴۶)
- هفت شهر عشق (۱۳۴۶)
- هارون و قارون (۱۳۴۶)
- گوهر شب چراغ (۱۳۴۶)
- طوفان نوح (۱۳۴۶)
- شکوه جوانمردی (۱۳۴۶)
- دزد سیاهپوش (۱۳۴۷)
- ماجرای شب ژانویه (۱۳۴۷)
- یوسف و زلیخا (۱۳۴۷)
- غروب بت پرستان (۱۳۴۷)
- تنگه اژدها (۱۳۴۷)
- بر آسمان نوشته (۱۳۴۷)
- دو دل و یک دلبر (۱۳۴۸)
- دنیای پر امید (۱۳۴۸)
- نسل شجاعان (۱۳۴۸)
- معجزه قلب‌ها (۱۳۴۸)
- شهرآشوب (۱۳۴۸)
- جدایی (۱۳۴۸)
- بهشت دور نیست (۱۳۴۸)
- مردی از جنوب شهر (۱۳۴۹)
- قسمت (۱۳۴۹)
- سوگلی (۱۳۴۹)
- دزد و پاسبان (۱۳۴۹)
- دنیا مال منه (۱۳۵۰)
- خوشگل محله (۱۳۵۰)
- بده در راه خدا (۱۳۵۰)
- درختان ایستاده می‌میرند (۱۳۵۰)